# Friedrich Bernhard Gottfried Nicolai
Friedrich Bernhard Gottfried Nicolai (Brunswick, 25 de octubre de 1793 - Mannheim, 4 de junio de 1846) fue un astrónomo alemán. Discípulo y colaborador de Carl Friedrich Gauss, era conocido por su facilidad para el cálculo de operaciones matemáticas.

## Carrera
Nicolai llegó a Gotinga en 1811 y estudió teología durante un semestre, pero prefirió dedicarse a las matemáticas. Junto con Johann Franz Encke, fue alumno de Carl Friedrich Gauss. 
En 1812, dirigido por Gauss, calculó la constante de Euler con 40 decimales exactos mediante la fórmula de Euler-Maclaurin, utilizando dos procedimientos distintos.
Cuando en 1813 Bernhard von Lindenau se alistó para luchar contra la invasión napoleónica, Nicolai se convirtió en adjunto del Observatorio de Seeberg  (Gotha), donde recibió su formación como astrónomo. Ese mismo año fue nombrado director adjunto, desarrollando las tareas en el Observatorio de Seeberger hasta la vuelta de Lindenau. A continuación se trasladó al Observatorio de Gotinga, volviendo a trabajar con Gauss, con quien mantuvo una cordial relación. La gran capacidad para el cálculo de Nicolai le hizo ser muy apreciado.
Su correspondencia con Gauss contiene interesantes detalles sobre el Observatorio de Seeberger. Así, nada más llegar al observatorio informó inmediatamente de los acontecimientos durante la invasión francesa de 1813. Inicialmente, el Observatorio no fue descubierto gracias a la niebla, pero el segundo día irrumpieron unos 30 franceses en el edificio, lo saquearon y obligaron a que Lindenau tuviese que fugarse de allí en bata y zapatillas.
En otra carta, informaba acerca de las obras de ampliación del Observatorio de Seeberg, describiendo el enorme esfuerzo para mover los materiales necesarios para su construcción (las cartas se conservan en la biblioteca de la Universidad de Gotinga).
En 1816 aceptó un puesto en el observatorio de Mannheim a propuesta de Johann Georg von Soldner. En su visita al Observatorio Seeberger en la primavera de 1816, Johann Ludwig Klüber describió así al joven Nicolai de tan solo 22 años de edad:

El aspecto del señor Nicolai muestra su sólida y vigorosa salud, una mente alegre y despierta, un espíritu activo y rápidamente tangible.

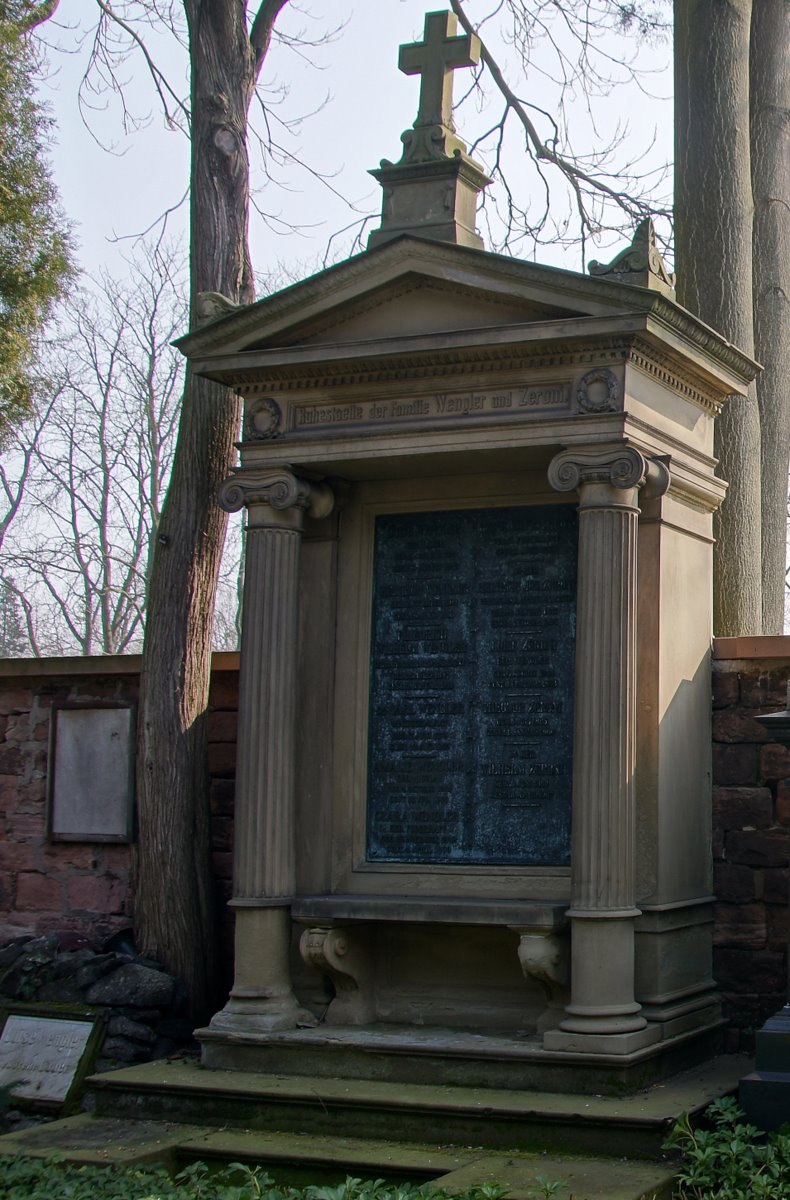
Tumba de Nicolais en Mannheim

A finales de marzo de 1818, acudió al Observatorio de Seeberger para observar el Cometa y el eclipse solar el 5 de mayo de 1818. Desde 1821 también estuvo a cargo de la recopilación de datos meteorológicos para la agricultura y para la Asociación de Baden. En 1822 se casó con la viuda del Conde de Leiningen, la Condesa Dorothea Franziska de Leiningen. Con ella tuvo cuatro hijos: Karl, August, Amalie y Auguste.
En Mannheim trabó amistad con el matemático aficionado Conrad von Heiligenstein (1774-1849), con quien calculó la órbita de Marte y desarrolló el algoritmo de Adriaen Vlacq y Henry Briggs para su uso práctico.
Hasta su temprana muerte, trabajó como astrónomo teórico y observador. Sus resultados han sido publicados por Heinrich Christian Schumacher en los Astronomische Nachrichten.
Murió en 1846, a la edad de 52 años, a consecuencia de un derrame cerebral. Su tumba está en el cementerio principal de Mannheim.

## Eponimia
- El cráter lunar Nicolai fue nombrado en 1935 por la IAU en su honor.[2][3]